# Джинджа (округ)
Джинджа — округ (дистрикт) в Восточной области Уганды.

## География и население
У округа Джинджа, как и у почти всех округов Уганды, наименование совпадает с названием административного центра округа, города Джинджа.
На севере округ граничимт с округами Каюнга и Камули. На западе от него находится округ Муконо, округ Иганга на востоке и на юго-востоке - округ Маюге. Сам округ Джинджа делится на 11 районов.
Население округа постоянно растёт. согласно сделанной властями оценке в 1991 году, здесь проживало 289.500 человек. В 2002 году местное население уже достигло 387.600 человек, естественный прирост составил 2,7%. Согласно оценке 2012 года, в округе Джинджа проживало 501.300 человек.

## Климат
Округ Джинджа расположен в казалось бы обильном влагой регионе, между озером Кьога на севере и большим озером Виктории на юге. Тем не менее в 1990-е годы имели место длительные засушливые периоды. Так, в 1994-1999 годы ежегодный уровень выпавших здесь осадков не превышал в среднем  250,17 мм. В последующее десятилетие с 2000 по 2009 год количество осадков в Джиндже значительно увеличилось. Так, в период 2000-2001 и 2003-2004 годы здесь выпадало в среднем 531,22 мм ежегодно. Наиболее обильный дождями отмечен год 2002 с 749,58 мм, наиболее «сухой» был 2006 с 276,12 мм. Сильнейшие дожди прошли 10 мая 2000 года, когда в джиндже за один день выпало 192,28 литра влаги на квадратный метр площади.
Сезон дождей продолжается в округе Джинджа круглый год, однако наиболее обильные осадки здесь выпадают обычно в июне и в сентябре.

## Дополнения
- www.jinja.go.ug – официальный ссайт администрации округа Джинджа
- en:Districts of Uganda - Districts of Uganda